# Anoia (Itàlia)
Anoia és un municipi de la Ciutat metropolitana de Reggio de Calàbria, a la regió italiana de Calàbria. L'1 de gener de 2019 tenia 2.139 habitants.
Anoia limita amb els municipis següents: Cinquefrondi, Maropati, Melicucco, Feroleto della Chiesa, Giffone i Polistena.